# Hohenzollernplatz (stacja metra w Berlinie)
Hohenzollernplatz - stacja metra w Berlinie, w dzielnicy WIlmersdorf, w okręgu administracyjnym Charlottenburg-Wilmersdorf na linii U3. Stacja została otwarta w 1913.